# Cork County Hall

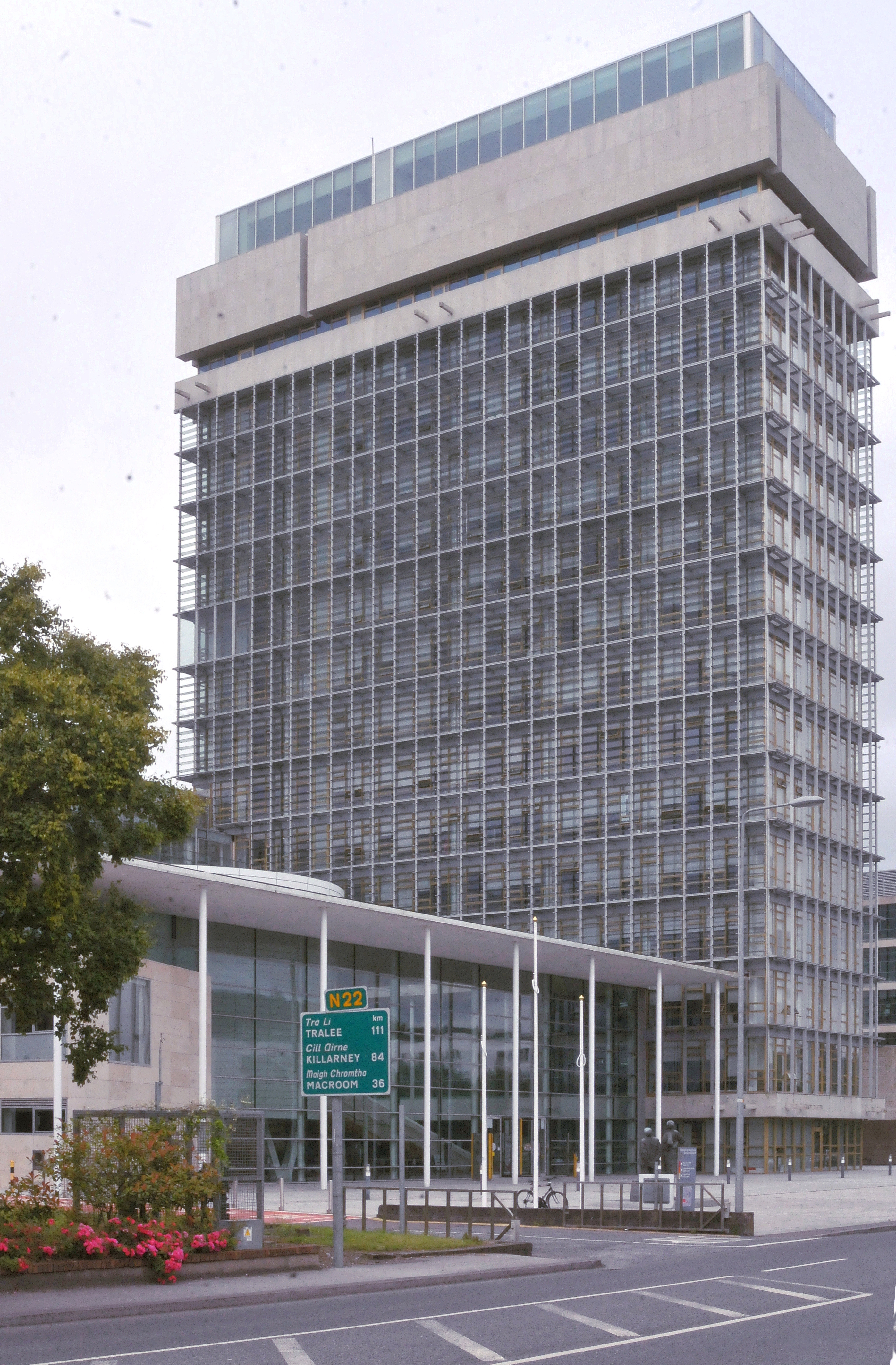
La tour

Le Cork County Hall est  une tour abritant actuellement le Cork County Council.
Elle possède 17 étages et est située sur la Carrigrohane Road, à Cork. Construit en 1969, il était le plus grand édifice d'Irlande avec 67 mètres, jusqu'à la construction de l'Elysian en 2008 avec 71 mètres. Il a été dessiné par l'architecte Patrick McSweeney et est maintenant un monument classé.